# Кристофер, Уильям
Уильям Кристофер (англ. William Christopher; 20 октября 1932, Эванстон, Иллинойс, США — 31 декабря 2016, Пасадина, Калифорния, США) — американский актёр, наиболее известен исполнением роли отца Джона Патрика Фрэнсиса Мулкахи (полное имя персонажа), более известного как отец Мулкахи, в телесериале M*A*S*H.

## Ранняя жизнь
Окончил среднюю школу Новый Трир в Уиннетка, штат Иллинойс, затем — Уэслианский университет в Мидлтауне, штат Коннектикут, со степенью бакалавра в области драмы. Он также занимался фехтованием, футболом, пел в хоре. Во время учёбы в колледже состоял членом братства Сигма Чи. Со своей будущей женой Барбарой он познакомился на свидании вслепую. У них было двое сыновей: Джон и Нед. Сам Кристофер — потомок Поля Ревира.

## Карьера
Играл в различных региональных кинокартинах и в ряде офф-Бродвейских постановок, таких как «Заложник в Шеридан-сквер». Его Бродвейский дебют состоялся в фильме «За гранью», британский ревю.
Через определённое время он покинул Нью-Йоркскую сцену для Голливуда, чтобы попытаться получить работу на телевидении, где снялся в нескольких известных сериалах в качестве приглашённого актёра, включая Музей Энди Гриффита шоу, «Долина смерти», «Пэтти Дьюк шоу», «Человек из Шило» («The Men from Shiloh») и «Хорошие времена» (где изобразил, как военный врач осматривает Дж. Дж. Эванса). У актёра были повторяющиеся роли в Gomer Pyle, «U.S.M.C.», «Эта девушка» и «Герои Хогана». Несколько раз он появлялся в качестве приглашённого актёра в Корабле любви. В 1972 году сыграл роль отца Малкэхи в телесериале M*A*S*H, заменив Джорджа Моргана.

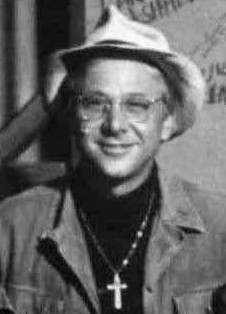
Кристофер в роли отца Малкахи.

Сразу после M*A*S*H играх в течение двух сезонов в спин-офф, AfterMASH. После этого последовали съёмки в фильмах: «Печенье», «Частный флот сержанта О’Фаррелла», «Дантист на Диком Западе», «С шести Вы получите Eggroll», и «Сердца Запада». Он был задействован в телефильмах: «В киностудии», «Злоключения Полины», и «Для любви к ней». «С шести Вы получите Eggroll» примечателен для любителей M*A*S*H тем, что в нём приняли участие Джейми Фарр и Херб Воланд, который сыграл генерала Клейтона в семи эпизодах M*A*S*H. Фарр и Кристофер также были заняты в эпизодических ролях (второго пилота и радиста соответственно) в военной комедии «Нет времени для сержантов».
Затем снимался в нескольких сериалах, в том числе «Она написала убийство». В 1998 году появился в «Без ума от тебя». Также был известен как театральный актёр, в том числе в середине 1990-х вместе с Джейми Фарром участвовал в турне по США с постановкой Нила Саймона «Странная парочка». В 2008—2009 годах гастролировал с «Дамы из церковного подвала».
Одной из последних ролей Кристофера была роль священника (отец Тобиас) в дневной драме «Дни нашей жизни».

## Благотворительность
Его сын Нед был болен аутизмом, поэтому актёр посвятил значительную часть своего свободного времени Национальному Обществу Аутистов, делал публичные заявления, чтобы привлечь внимание к аутизму. В 1985 году он и его жена Барбара написали книгу «Смешанные благословения» (Mixed Blessings), посвящённую своему опыту воспитания Неда.